# Wilbur Harden
Wilbur Harden (Birmingham (Alabama), 31 december 1925 – New York, 10 juni 1969) was een Amerikaanse jazztrompettist, bugelspeler en componist. Hij is het meest bekend van zijn plaatopnames met John Coltrane en Yusef Lateef.

## Loopbaan
Harden speelde in 1950 rhythm & blues bij Roy Brown en Ivory Joe Hunter. Na zijn diensttijd speelde hij bij de groep van Yusef Lateef en nam met hem meerdere platen op voor Savoy Records en Prestige. Hij speelde hier bugel, wat in die tijd in de jazz vrij ongewoon was. Nadat hij Lateef's band verlaten had, dook hij op in de hardbop-scene van New York. 
In 1958 nam hij als leider met saxofonist John Coltrane in drie opnamesessies bij Rudy Van Gelder hardbop-stukken op, die belangrijk zijn omdat ze Coltrane in een overgangsfase tonen, vlak voordat hij de belangrijkste saxofonist van zijn tijd werd. In de sessies speelt Harden in een stijl die doet denken aan die van Miles Davis, maar die ook blues-invloeden toont. Harden werd in die tijd vergeleken met onder meer Kenny Dorham, Art farmer en Donal Byrd.
In september dat jaar nam hij met een kwartet met Tommy Flanagan jazz-versies op van werken uit de musical "The King and I", eveneens verschenen op Savoy. In 1960 maakte hij opnames met Curtis Fuller, uitgekomen op de plaat 'Images of Curtis Fuller'. Hierna was Harden niet meer muzikaal actief, waarschijnlijk vanwege zijn slechte gezondheid. Hij overleed in 1969 op 43-jarige leeftijd.

## Discografie (selectie)
- Mainstream 1958, Savoy, 1958
- The King and I, Savoy, 1958
- Gold Coast, Savoy, 1958
- Tanganyika Strut, Savoy, 1958
- Stardust, Prestige, 1958

- Bibsys: 3002891
- Biblioteca Nacional de España: XX4881093
- Bibliothèque nationale de France: cb13927173q (data)
- Gemeinsame Normdatei: 134397800
- International Standard Name Identifier: 0000 0001 1575 6490
- Library of Congress Control Number: n81071442
- MusicBrainz: 4f3d8c65-7a72-414e-a83c-7aae9d129fbf
- Nationale Bibliotheek van Israël: 987007406766005171
- Nederlandse Thesaurus van Auteursnamen: 073496944
- Réseau des bibliothèques de Suisse occidentale: 02-A003347458
- Virtual International Authority File: 76502784
- WorldCat: E39PBJqBwxQjgp7JMCdtFdDQbd